# Lalka Berberowa
Lalka Stojanowa Berberowa (bulgarisch Лалка Стоянова Берберова; * 11. Juni 1965 in Plowdiw; † 24. Juli 2006 ebenda) war eine bulgarische Ruderin, die 1988 eine olympische Silbermedaille gewann.
Die 1,82 m große Lalka Berberowa belegte bei den Junioren-Weltmeisterschaften 1983 den fünften Platz im Zweier ohne Steuerfrau. Bei den Weltmeisterschaften 1983 in der Erwachsenenklasse belegte sie mit dem bulgarischen Achter den sechsten Platz. Zwei Jahre später startete sie bei den Weltmeisterschaften 1985 zusammen mit Teodora Zarewa im Zweier ohne Steuerfrau und belegte auch in dieser Bootsklasse den sechsten Platz. Bei den Weltmeisterschaften 1986 ruderte Berberowa im Vierer mit Steuerfrau und erreichte den fünften Platz. 
Zusammen mit Radka Stojanowa, die 1986 ebenfalls im Vierer mit Steuerfrau dabei war, trat Berberowa bei den Olympischen Spielen 1988 in Seoul im Zweier ohne Steuerfrau an. Im zweiten Vorlauf erreichten die Bulgarinnen sechs Sekunden hinter den Rumäninnen Rodica Arba und Olga Homeghi als Zweite das Ziel. Im Hoffnungslauf siegten die Bulgarinnen vor dem US-Boot und zogen damit ins Finale ein. Das Finale gewannen die beiden Rumäninnen mit über dreieinhalb Sekunden Vorsprung vor den Bulgarinnen, weitere dreieinhalb Sekunden dahinter gewann das Boot aus Neuseeland die Bronzemedaille.
Bei den Ruder-Weltmeisterschaften 1989 trat Berberowa in zwei Bootsklassen an und erreichte zweimal das Finale. Im Vierer mit Steuerfrau belegten die Bulgarinnen den fünften Platz, mit dem Achter wurden sie Vierte. Ebenfalls in zwei Bootsklassen trat sie nach zwei Jahren Pause bei den Olympischen Spielen 1992 in Barcelona an. Sie belegte mit dem Vierer ohne Steuerfrau und mit dem Doppelvierer jeweils den neunten Platz.
Berberowa starb im Juni 2006 nach kurzer Krankheit im Alter von 40 Jahren in Plowdiw.